# Fanchon the Cricket
Fanchon the Cricket er en amerikansk stumfilm fra 1915 af James Kirkwood.

## Medvirkende
- Jack Standing som Landry.
- Lottie Pickford som Madelon.
- Dick Lee som Didier.
- Mary Pickford som Fanchon.
- Russell Bassett.